# Das ewige Lied der Liebe
Das ewige Lied der Liebe ist ein deutsch-italienischer Spielfilm aus dem Jahr 1954.

## Handlung
Die Witwe Margherita Valli arbeitet aufopferungsvoll für ihre beiden Söhne Alberto und Filippo. Der ältere Alberto verlässt abenteuerlustig das Haus und kehrt nach zehn Jahren mit seiner Geliebten Germaine zurück. Alberto arbeitet nun in einer Garage, um für sich und Germaine eine Existenz aufzubauen. Doch Filippo, der früher ebenfalls eine Affäre mit Germaine hatte, versucht Alberto in einen Rauschgiftschmuggel hineinzuziehen. Es kommt zu einem Streit zwischen den Brüdern, bei dem Filippo von Alberto niedergeschlagen wird.
Der wütende Filippo rächt sich, indem er auf seine ehemalige Geliebte Germaine schießt. Der Verdacht fällt auf Alberto, doch die Mutter glaubt ihm und will Filippo zu einem Geständnis zwingen. Filippo schießt auch auf sie und trifft sie tödlich. Germaine überlebt. Vom Tod der Mutter überschattet, wollen Alberto und Germaine nun ein ordentliches Leben führen.

## Produktionsnotizen
Es wurden bei einer Drehzeit von sechs Wochen eine deutschsprachige und eine italienischsprachige Version mit den gleichen Schauspielern gedreht. Die Uraufführung erfolgte am 22. Dezember 1954 in München im Kino Roxy. In der Bundesrepublik Deutschland als italienischer Film registriert, brachte ihn hier der Berliner Pallas-Filmverleih in die Lichtspielhäuser.

## Kritiken
Der Filmdienst bezeichnete das Werk als „unglaubwürdiges Melodram“.